# Nahant
Nahant est une ville des États-Unis située dans le comté d'Essex, au Massachusetts.
La ville comptait 3 410 habitants au recensement de 2010. Avec seulement 2,7 km2 de superficie, cette communauté résidentielle est la plus petite commune de l'État.

## Notes et références

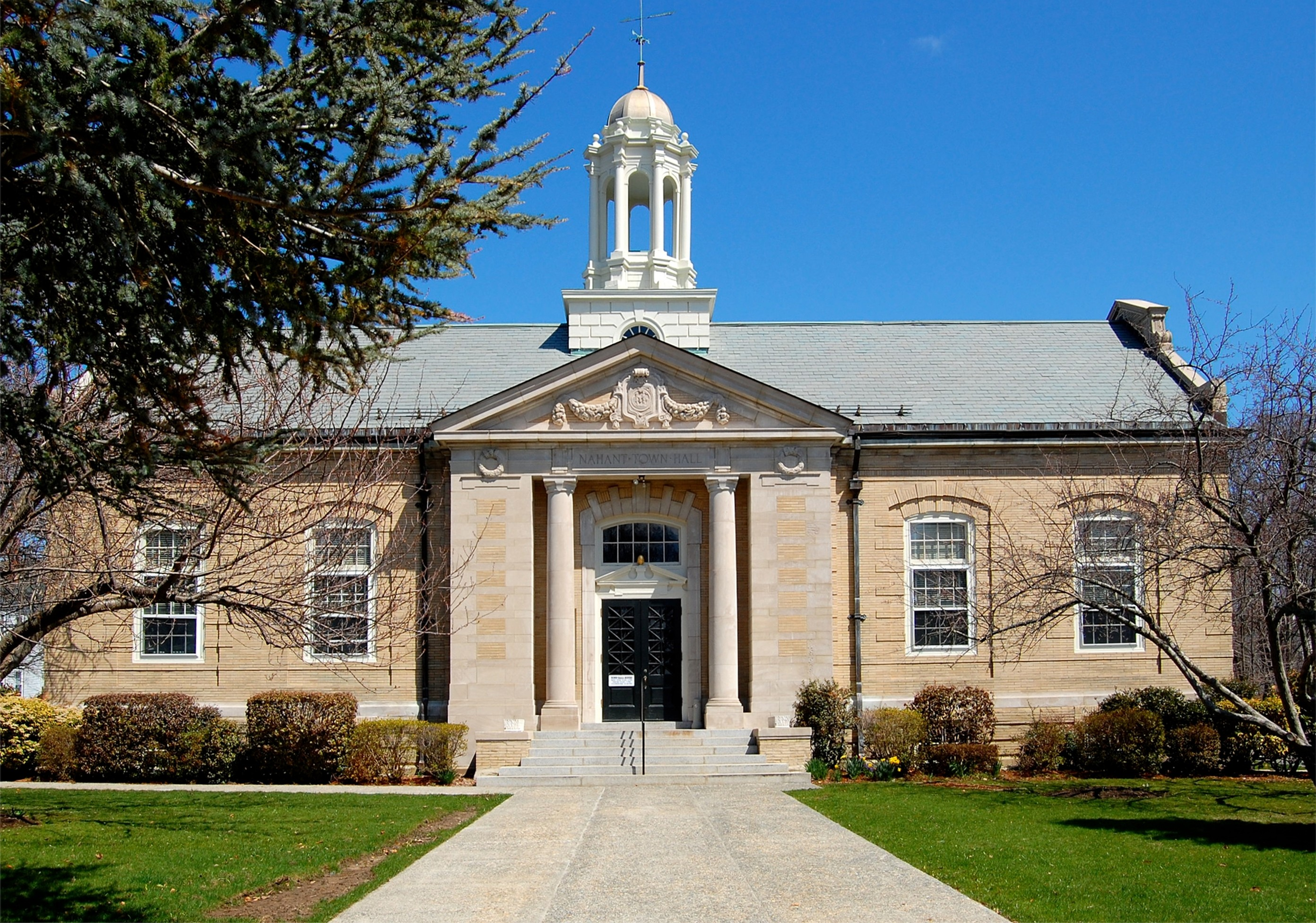
L'hôtel de ville de Nahant.